# Walthari
Walthari (5. století? – 546?) byl od roku 540/541 do roku 546 král Langobardů na území Vídeňské pánve a středního Podunají.
Byl syn langobardského krále Wacha a jeho třetí manželky Silingy, dcery posledního krále Herulů, to vedlo některé historiky k domněnkám, že Silinga byla pravděpodobně dcerou krále Rodolfa. Po smrti svého otce v roce 540 či 541 byl Walthari ještě nezletilý a tak se jeho regentem stal Audoin, který pravděpodobně Walthara v roce 546 zabil dřív než dosáhl dospělosti, aby získal trůn pro sebe, sám pak vedl Langobardy do Panonie. Současník Walthara, byzantský historik Prokopios z Kaisareie uvádí, že Walthari zemřel na nemoc. Byl posledním králem dynastie Lethingů.